# 德米特里·里亚博夫
德米特里·里亚博夫（俄语：Дмитрий Рябов，1996年1月17日—），俄羅斯男子羽毛球運動員。

## 簡歷
2016年6月，德米特里·里亚博夫出戰拉脫維亞羽毛球國際賽，與玛丽亚·舍古罗娃合作拿得混合雙打亞軍。

## 主要比賽成績
只列出曾進入準決賽的國際賽事成績：
| 年份   | 賽事                 | 公開賽級別 | 項目     | 拍檔            | 成績   |
| ------ | -------------------- | ---------- | -------- | --------------- | ------ |
| 2016年 | 拉脫維亞羽毛球國際賽 | 未來系列賽 | 混合雙打 | 玛丽亚·舍古罗娃 | 亞軍   |
| 2016年 | 立陶宛羽毛球國際賽   | 未來系列賽 | 混合雙打 | 玛丽亚·舍古罗娃 | 準決賽 |

| 2007-2017年 | 首要超級賽 | 超級賽 | 黃金大獎賽 | 大獎賽 | 國際挑戰賽 | 國際系列賽 | 未來系列賽 | 其他 |

| 2018-2026年 | 總決賽 | 超級1000賽 | 超級750賽 | 超級500賽 | 超級300賽 | 超級100賽 | 國際挑戰賽 | 國際系列賽 | 未來系列賽 | 其他 |